# 19. oklepna divizija (ZDA)
19. oklepna divizija (angleško 19th Armored Division) je bila oklepna divizija Kopenske vojske ZDA.